# Gerda Lerner
Gerda Hedwing Lerner (de soltera Kronstein, 30 d'abril de 1920-2 de gener de 2013) va ser una historiadora i escriptora americana nascuda a Àustria. A més de les seves nombroses publicacions acadèmiques, va escriure poesia, ficció, peces de teatre, guions i una autobiografia. Va ser presidenta de l'Organització Americana d'Historiadors entre 1980 i 1981, i el 1980 va ser nomenada professora d'Història a la Universitat de Wisconsin-Madison, on va fer classes fins a retirar-se el 1991.
Lerner va ser una de les fundadores de la branca d'Història de les dones. El 1963, mentre estava estudiant a la Nova Escola de Recerques Socials, va impartir el curs “Grans dones en la història americana”, considerat com el primer curs universitari regular impartit en aquesta matèria.
Va impartir classes a Long Island University des de 1965 fins a 1967. A la Universitat Sarah Lawrence, on Lerner va ensenyar des de 1968 fins a 1979, va establir el primer màster en Història de les dones, i va introduir el primer programa de doctorat sobre el tema a la Universitat de Wisconsin-Madison. També va treballar a la Universitat de Duke i a la Universitat de Colúmbia.

## Vida
Gerda Lerner va néixer a Viena, Àustria el 30 d'abril de 1920. Va ser la primera filla de Llona (de soltera Neumann) i Robert Kronstein, una benestant família jueva. El seu pare va ser farmacèutic i la seva mare artista, amb la que Gerda, segons relata a la seva autobiografia, tenia una relació tibant. Després de l'annexió d'Àustria el 1938, Kronstein va arribar a involucrar-se amb la resistència anti-Nazi. Va ser empresonada sis setmanes.
La seva família va poder emigrar d'Àustria perquè el seu pare havia obert una filial del negoci familiar a Liechtenstein, Suïssa, on es va assentar. La seva mare es va traslladar a França i la seva germana es va traslladar a Palestina. El 1939, Gerda va immigrar als Estats Units amb el suport de la família del seu promés socialista, Bobby Jensen, amb qui es casaria més endavant. Es va casar per segona vegada amb Carl Lerner (1912-1973) un director de teatre que era membre del Partit Comunista dels Estats Units d'Amèrica. Va morir el 2 de gener de 2013 a Madison (Wisconsin) a l'edat de 92 anys.

## Principals obres
- Black Women in White America: un documental publicat el 1972. En ell es registra la història dels 350 anys en què les dones negres van ser tractades com a propietat i descriu una gran gamma d'efectes de la tracta d'esclaus. Va ser un dels primers llibres a detallar les contribucions de les dones negres a la història.
- The Creation of Feminist Consciousness: va ser publicat el 1993, el llibre traça els orígens de la dominació patriarcal dos mil·lennis enrere.
- The Creation of Patriarchy (1986), volum I de Dones i Història: aquesta obra traça els orígens de la dominació patriarcal des de la prehistòria. Lerner aporta evidència històrica, arqueològica, literària i artística per sostenir la idea que el patriarcat és una creació cultural.
- The Creation of Feminist Consciousness: From the Middle Ages to 1870 (1994) segon volum de Dones i Història. Aquest llibre revisa la cultura europea des del setè fins al novè segle, mostrant les limitacions imposades per la cultura masculina dominant i l'esporàdic intent de resistir aquesta dominació. Examina detalladament l'exclusió de l'educació de la dona i el seu aïllament de moltes de les tradicions de les seves societats.
- Fireweed: A Political Autobiography(2003): és un recompte detallat sobre la seva vida.

Lerner va rebre molts premis pels seus llibres, inclòs el premi Bruce Catton per la trajectòria en assaig històric de la Societat d'Historiadors Americans i el guardó del llibre especial de la Conferència Bershire de Dones Historiadores.

## Altres obres
Musical
- Singing of Women (1951, en col·laboració amb Eve Merriam)

Guions
- Prayer Pilgrimage for Freedom (1957)
- Black Like Me (1964)
- Home for Easter

Llibres
- No Farewell (1955): autobiografia
- The Grimké Sisters from South Carolina: Rebels against Authority (1967)
- The Woman in American History [ed.] (1971)
- The Female Experience: An American Documentary (1976)
- A Death of One's Own (1978/2006)
- The Majority Finds Its Past: Placing Women in History (1979)
- Teaching Women's History (1981)
- Women's Diaries of the Westward Journey (1982)
- Scholarship in Women's History Rediscovered & New (1994)
- Why History Matters (1997)
- Living with History/Making Social Change (2009)